# Megachile submetallica
Megachile submetallica là một loài Hymenoptera trong họ Megachilidae. Loài này được Benoist mô tả khoa học năm 1955.